# Rondeletia stipularis
Rondeletia stipularis là một loài thực vật có hoa trong họ Thiến thảo. Loài này được (L.) Druce miêu tả khoa học đầu tiên năm 1914.